# Heteronyx rotundiceps
Heteronyx rotundiceps är en skalbaggsart som beskrevs av Blanchard 1850. Heteronyx rotundiceps ingår i släktet Heteronyx och familjen Melolonthidae. Inga underarter finns listade i Catalogue of Life.